# هوراس غراي
هوراس غراي (بالإنجليزية: Horace Gray) هو محامي وقاضي أمريكي، ولد في 24 مارس 1828 في بوسطن في الولايات المتحدة، وتوفي في 15 سبتمبر 1902 في Nahant, Massachusetts ‏ في الولايات المتحدة.

## وصلات خارجية
- هوراس غراي على موقع الموسوعة البريطانية (الإنجليزية)
- هوراس غراي على موقع إن إن دي بي (الإنجليزية)